# Patrick West
Patrick West (Londres, 1974) és un escriptor independent establert al Regne Unit i a Irlanda.
És el fill del periodista britànic Richard West i la periodista irlandesa Mary Kenny, el germà del periodista Ed West, i el cosí dels actors Timothy West i Samuel West.
Es va graduar a la Universitat de Manchester el 1997 amb un màster en història cultural. Ha escrit per The Times, New Statesman, The Spectator, The Times Literary Supplement, The Irish Times, The Daily Telegraph, Sunday Independent (Irlanda), The Irish Post, Living Marxism i The Catholic Herald. És autor dels llibres Conspicuous Compassion (Civitas, 2004), The Poverty of Multiculturalism (Civitas, 2005), Beating Them At Their Own Game, How The Irish Conquered English Soccer (Liberties Press, 2006), i editor de The Times Questions Answered (HarperCollins, 2004). A Conspicuous Compassion, West ens fa veure que "una cultura emergent de cura ostentosa” ha sorgit a les societats occidentals; es tracta realment de “sentir-se bé i satisfet, no de fer el bé”. West contrasta la compassió pràctica amb el que veu com a “sentimentalisme embafador” i l'egoisme de la compassió conspícua.

## Obres
- Conspicuous Compassion, Civitas, 2004
- The Poverty of Multiculturalism, Civitas, 2005
- Beating Them At Their Own Game, How The Irish Conquered English Soccer, Liberties Press, 2006